# Piotr Aleksander Czapski
Piotr Aleksander Czapski (ur. ok. 1660, zm. 12 czerwca 1717 w Nowem) – kasztelan chełmiński w latach 1710–1717, kasztelan kruszwicki w latach 1698–1710, starosta radzyński, sobowidzki, starosta kłecki w 1692 roku.
Syn Franciszka Mirosława, podkomorzego malborskiego. Brat Jana Chryzostoma, kasztelana elbląskiego, Tomasza Franciszka, biskupa chełmińskiego.
Poseł sejmiku kowalewskiego na sejm 1683 roku, sejm 1685 roku, sejm 1690 roku, poseł sejmiku malborskiego na sejm zwyczajny 1688 roku. Poseł sejmiku województwa chełmińskiego na sejm konwokacyjny 1696 roku. Po zerwanym sejmie konwokacyjnym 1696 roku przystąpił 28 września 1696 roku do konfederacji generalnej. 5 lipca 1697 roku podpisał w Warszawie obwieszczenie do poparcia wolnej elekcji, które zwoływało szlachtę na zjazd w obronie naruszonych praw Rzeczypospolitej. W latach 1701–1710 pełnił urząd kasztelana Kruszwicy. W latach 1710–1717 był kasztelanem chełmińskim.
Inne stanowiska: starosta radzyński.
Nie należy mylić z Piotrem Aleksandrem Czapskim (1685–1737), wojewodą pomorskim, ojcem Jana Ansgarego, podskarbiego wielkiego koronnego, i Tomasza, starosty knyszyńskiego.